# Richland Hills
Richland Hills ist eine Stadt im Tarrant County im US-Bundesstaat Texas in den Vereinigten Staaten. Das U.S. Census Bureau hat bei der Volkszählung 2020 eine Einwohnerzahl von 8.621 ermittelt.

## Demografie
Nach der Schätzung von 2019 setzt sich die Bevölkerung aus 76,8 % Weiße, 3,0 % Afroamerikaner, 1,5 % amerikanische Ureinwohner, 2,7 % Asiaten, 1,2 % Ozeanier und 6 % mit zwei oder mehr Ethnizitäten zusammen. Hispanics oder Latinos aller Ethnien machten 25,3 % der Bevölkerung von Richland Hills aus. Das mittlere Haushaltseinkommen lag bei 62.549 US-Dollar und die Armutsquote bei 5,6 %.
| Jahr | Einwohner¹ |
| ---- | ---------- |
| 1960 | 7804       |
| 1970 | 8865       |
| 1980 | 7977       |
| 1990 | 7978       |
| 2000 | 8132       |
| 2010 | 7801       |
| 2020 | 8621       |

¹ 1960 – 2020: Volkszählungsergebnisse